# Dan Harrington
Dan „Action Dan“ Harrington (* 6. Dezember 1945 in Cambridge, Massachusetts) ist ein professioneller US-amerikanischer Pokerspieler. Er gewann 1995 die Poker-Weltmeisterschaft und ist insgesamt zweifacher Braceletgewinner der World Series of Poker. Der Amerikaner sicherte sich 2007 den Sieg beim Main Event der World Poker Tour und wurde 2019 als einer der 50 besten Spieler der Pokergeschichte genannt.

## Persönliches
Harrington studierte an der Suffolk University und am MIT. Der Backgammon-Champion und US-Schachmeister (er gewann 1971 die Meisterschaft des Bundesstaates Massachusetts, ist jedoch schachlich nicht mehr aktiv) arbeitete anschließend als Insolvenzvollstrecker, bis er Anfang der 1980er mit dem Pokerspielen begann.

## Pokerkarriere

### Werdegang
Das erfolgreichste Jahr war für den sehr konservativ spielenden Harrington 1995, als ihm sein größter Erfolg – der Gewinn des Main Event der World Series of Poker (WSOP) in Las Vegas – gelang, für den Harrington eine Gewinnsumme von einer Million US-Dollar kassierte. Im selben Jahr gewann er zudem ein WSOP-Turnier der Variante No Limit Hold’em sowie ein Turnier in Seven Card Stud bei der European Poker Open in London. Harrington saß noch drei weitere Male am Finaltisch des WSOP-Hauptturnieres: 1987 wurde er Sechster, 2003 Dritter und 2004 Vierter. Im August 2007 errang er den Sieg beim Main Event der World Poker Tour (WPT). Er gewann in Los Angeles das Legends of Poker und erhielt ein Preisgeld von mehr als 1,6 Millionen US-Dollar, das höchste seiner Pokerkarriere. 2005 belegte er im Hotel Bellagio am Las Vegas Strip hinter Minh Ly den zweiten Platz bei der North American Poker Championship der WPT, der mit rund 620.000 US-Dollar bezahlt wurde. Im Rahmen der 50. Austragung der World Series of Poker wurde Harrington im Juni 2019 als einer der 50 besten Spieler der Pokergeschichte genannt.
Insgesamt hat sich Harrington mit Poker bei Live-Turnieren über 6,5 Millionen US-Dollar erspielt.

### Braceletübersicht
Harrington kam bei der WSOP 13-mal ins Geld und gewann zwei Bracelets:
| Jahr | Buy-in (in $) | Turnier                     | Teilnehmer | Preisgeld (in $) |
| ---- | ------------- | --------------------------- | ---------- | ---------------- |
| 1995 | 02.500        | No Limit Hold’em            | 249        | 0.249.000        |
| 1995 | 10.000        | No Limit Hold’em Main Event | 273        | 1.000.000        |

## Werke
Dan Harrington ist einer der erfolgreichsten Autoren verschiedener Pokerbücher, die bei Two Plus Two Publishing erschienen sind: 
- Harrington on Hold’em: Volume I: Strategic Play ISBN 1-880685-33-7 (2004)
- Harrington on Hold’em: Volume II: The Endgame ISBN 1-880685-35-3 (2005)
- Harrington on Hold’em: Volume III: The Workbook ISBN 1-880685-36-1 (2006)
- Harrington on Cash Games: Volume I (2008)
- Harrington on Cash Games: Volume II (2008)
- Harrington on Online Cash Games: 6-Max No-Limit Hold 'em ISBN 1-880685-49-3 (2010)

Diese Bücher sind mittlerweile auch in deutscher Sprache verfügbar.